# Миниола (Канзас)
Миниола (енгл. Minneola) град је у америчкој савезној држави Канзас.

## Демографија
По попису из 2010. године број становника је 745, што је 28 (3,9%) становника више него 2000. године.
| Група             | 2000.       | 2010.       |
| Белци             | 698 (97,4%) | 687 (92,2%) |
| Афроамериканци    | 2 (0,3%)    | 0 (0,0%)    |
| Азијати           | 1 (0,1%)    | 9 (1,2%)    |
| Хиспаноамериканци | 10 (1,4%)   | 31 (4,2%)   |
| Укупно            | 717         | 745         |